# Кадзуя Мисима
Кадзуя Мисима (яп. 三島 一八) — один из главных героев серии файтингов Tekken производства японской компании Bandai Namco, создан геймдизайнером Сэйити Исией. Впервые появляется в качестве главного героя оригинального Tekken 1994 года, а позже становится одним из главных антагонистов серии начиная с Tekken 2. Актёрами озвучивания на японском побывали сэйю Дзёдзи Наката, озвучивавший героя с первой части по Tekken Tag Tournament 1999 года, а начиная с Tekken 4 голосом Кадзуи стал Масанори Синохара. На английском персонаж звучал голосами Кайла Эбера (дубляж анимационного фильма Tekken: Blood Vengeance) и Джордана Бирна (кроссовер Street Fighter X Tekken). Кадзуя был основан на писателе Юкио Мисиме, с которым разделяет общую фамилию. Некоторые разработчики считают его одним из самых сильных персонажей франшизы, что привело к спорам о снижении ущерба от его приёмов, вплоть до их полного исключения. Дьявольская форма Кадзуи была создана с целью включения в игру нереалистичных персонажей.
Сын генерального директора всемирного конгломерата Мисима Дзайбацу, Хэйхати Мисимы. Кадзуя стремился отомстить отцу за то, что тот убил его мать, Кадзуми Мисиму и  сбросил его с утеса. Тем не менее, после победы над Хэйхати он всё больше начал походить на своего отца, совершая безнравственные поступки в стремлении получить больше власти. Отношения Кадзуи с Дзюн Кадзамой привели к появлению на свет их сына, Дзина Кадзамы, который выступил против своего отца и стал главным героем серии. Кадзуя обладает геном дьявола, необычной мутацией, из-за которой он может принимать форму Дьявола Кадзуи (яп. デビル一八 Debiru Kazuya) (или просто Дьявола, до введения в серию Дьявола Дзина). Кадзуя появлялся в большинстве частей серии, за исключением Tekken 3, а также различных спин-оффах и кроссоверах.
Персонаж был положительно принят общественностью. Множество веб-сайтов назвали его одним из лучших персонажей Tekken и одним из лучших персонажей файтингов в целом. Журналисты высоко оценили действия Казуи и его мрачную личность, в которой тот не уступает своему отцу. В то же время его интерпретация в фильмах была воспринята по большей части отрицательно.

## Характеристика
По официальной предыстории, Кадзуя — сын Хэйхати Мисимы, внук Дзимпати Мисимы; был главой Мисима Дзайбацу. У него есть братья — Ли Чаолан и Ларс Александерссон, усыновлённый и незаконнорожденный сыновья Хэйхати Мисимы соответственно. Также Кадзуя является отцом Дзина Кадзамы. В настоящее время является негласным главой «Корпорации G».
Когда Кадзуе было пять лет, он был сброшен с обрыва его отцом, который утверждал, что его сын был слабым. Если Кадзуя хотел стать преемником своего отца, чтобы возглавить Мисима Дзайбацу, он должен был не только пережить падение, но подняться назад по скалистым утёсам. Кадзуя чуть не умер от испытания, однако выжил благодаря охватившей его злой энергии, которая называется «Дьявольский Ген»; эта энергии дала ему достаточно сил, чтобы отомстить отцу.
В годы до событий оригинального Tekken, Кадзуя принимал участие в турнирах по боевым искусствам во всем мире, став непобедимым чемпионом (только при битвах с Полом Фениксом происходила ничья).

### Игровой процесс
Кадзуя владеет вымышленным боевым стилем под названием «Продвинутое Каратэ стиля Мисима», который был создан на основе других популярных видов Карате, в частности на основе Сётокан Каратэ.
Игра за Кадзую на протяжении всей серии всегда была связана с точным исполнением приёмов и хорошим знанием игровой системы. Например, он имеет самый быстрый начальный приём джаггловского комбо в игре (Electric Wind God Fist), что позволяет ему проводить воздушное комбо со значительным уроном, однако это ограничивается трудностью выполнения приёма как можно быстрее. Подобные сценарии могут возникнуть и в других аспектах, (более сложное комбо обычно приносит больше урона, тем больше трудно-выполнимых приёмов в нём), поэтому, как правило, Кадзуей играют только игроки с высоким мастерством управления персонажем.

## Появления

### Tekken
Через двадцать один год, после того как Кадзуя был брошен в пропасть, он принял участие в турнире «Король Железного Кулака», чтобы отомстить своему отцу и организовать государственный переворот. Именно во время турнира происходит действие оригинальной игры. Он победил всех противников и в конечном итоге ему удается вступить в финальный раунд, где он сражается с Хэйхати. Равнодушие к победному призу в один миллиард долларов и ненависть к своему отцу позволили Кадзуе одержать победу и сбросить бесчувственное тело Хэйхати с той же скалы, с которой он был выброшен двадцать один год назад.

### Tekken 2
Спустя два года после этого, начинается история Tekken 2. После своей победы в турнире, Кадзуя узурпировал Мисима Дзайбацу и практически покорил Хоккайдо с целью создания идеальной независимой нации с огромной военной мощью. Под его руководством компания занималась незаконной деятельностью — убийствами, вымогательством, торговлей оружием и контрабандой исчезающих видов животных. Позже Кадзуя решил объявить о начале второго турнира «Король Железного Кулака». Тем не менее он был потрясен, когда увидел Хэйхати, который пережил сражение с Кадзуей и последующее падение со скалы, в качестве одного из бойцов в турнире. На этот раз отцу удаётся вернуть Мисима Дзайбацу, победив своего сына. Впоследствии Хэйхати бросает Кадзую в извергающийся вулкан, якобы убив его.

### Tekken 3
Хоть Кадзуя и не появляется как играбельный персонаж в Tekken 3, он всё-таки несколько раз упоминается в игре. Прежде чем он был побеждён Хэйхати, Кадзуя сблизился с девушкой по имени Дзюн Кадзама, которая затем забеременела от него. Когда Кадзуя был брошен в вулкан, часть Дьявольского гена покидает его тело, и пытается вселиться в будущего ребёнка Дзюн. Хотя она победила его, он в конечном счете смог вселиться в ребёнка, пятнадцатилетнего Дзина Кадзаму, когда Дзюн пропала без вести. Кадзуя также появляется в концовке Эдди Гордо, на фотографии, и Эдди осознает, что Кадзуя стоит за убийством его отца.

### Tekken 4
Кадзуя вновь возвращается в Tekken 4 и играет важную роль в сюжете. В прологе показывает его воскрешение, и сотрудники компании G проводят на нём эксперименты, с целью изучить влияние дьявольского гена на тело. Однако опыт прекращается после нападения на научно-исследовательский центр солдат «Tekken Force» по приказу Хэйхати. Воскрешённый Кадзуя решает отомстить своему отцу, и принимает участие в четвёртом турнире «Король Железного Кулака». Прибыв на турнир, Кадзуя с легкостью уничтожает всех врагов. В седьмом раунде он должен был биться с Джином, но солдаты захватили Джина и чтобы его достать, Кадзуе нужно было сразиться с отцом — Хэйхати. Кадзуя побеждает. Затем Хэйхати отводит сына к месту, где закован Дзин. Над Кадзуей берёт контроль Дьявол, который пытается пробудить в Дзине Дьявольский ген. Но Кадзуя берёт Дьявола под контроль и с этого момента Кадзуя управляет дьявольским геном, а не ген Кадзуей. Кадзуя пытается разбудить Дзина, не желая зла последнему. Но Дзином овладевает Дьявол и он побеждает и Кадзую и Хэйхати.

### Tekken 5
В Tekken 5 Кадзуя и Хэйхати подвергаются атаке со стороны робота Джека-4, однако он не смог убить отца и сына. Понимая, что Джек был создан корпорацией G, оба героя собираются участвовать в турнире «Железный кулак». Кадзуя вступил в турнир с целью найти предателей с корпорации, и ему удалось воплотить замысел: предатели казнены. Кроме того, во время пятого турнира Кадзуе при помощи друга Брюса Ирвина удалось захватить власть в корпорации G и стать её негласным лидером.

### Tekken 6
В следующий части Мисима Дзайбацу объявляют войну нескольким странам и начинают свою экспансию. Многие жители планеты Земля считают компанию G спасителем человечества. Хотя на самом деле война была устроена лишь с одной целью — найти живым Дзина и убить его, который хочет захватить власть над всем миром. Устроенный вновь в шестой раз турнир «Железный кулак» покажет нам битву Дзина с Кадзуей.

### Tekken 7
На момент Tekken 7 Кадзуя во главе Корпорации G всё ещё ведёт войну с Мисима Дзайбацу, главой которой вновь становится Хэйхати. Во время слежки за противниками, Кадзуя обнаруживает Акуму — древнего воина, пообещавшего Кадзуми выполнить её просьбу и убить Хэйхати с Кадзуей в качестве отплаты за то, что она спасла ему жизнь. Он отправился в додзё Мисима и вступил в бой с Хэйхати. Шокированный очередным предательством в своей жизни, Кадзуя начинает ожидать прибытия Акумы после его победы над Хэйхати. Акума прибывает в штаб-квартиру Корпорации G, Millenium Tower, и Кадзуя даёт ему ожесточённый бой. Не выдерживая натиск противника, Кадзуя переходит в дьявольскую форму. Тем временем Хэйхати, выживший после схватки с Акумой, запускает в СМИ «утку» о своей смерти и показывает кадры с дьявольской формой Кадзуи, чтобы переманить общественное мнение на свою сторону. После этого Клаудио с помощью принадлежащего дзайбацу «Мисима» космического спутника уничтожает Millenium Tower вместе со всеми находившимися там людьми. Разгневанный таким ударом в спину, Кадзуя, превращаясь в дьявола, лазером сбивает спутник с орбиты, после чего его обломки падают на город, вызывая массовые разрушения и гибель людей. Это вызывает ненависть к Мисима Дзайбацу среди общественности. В гневе, Хэйхати вызывает Кадзую на последнюю битву, в жерле вулкана. После длительной схватки на почти равных, Кадзуя побеждает и убивает своего отца, сбрасывает его тело со скалы в раскалённое жерво вулкана. Напоследок он произносит его слова «В бою важно, кто останется на ногах. Больше ничто». Некоторое время спустя прибывает Акума и между ним и Кадзуей происходит матч-реванш, однако исход битвы остаётся за кадром.

### Иное

#### Другие игры
Дьяволическая форма Кадзуи появляется в тактическом кроссовере Namco X Capcom, наряду с другими персонажами Namco и Capcom. Также он является играбельным персонажем в Tekken Tag Tournament, сюжетно несвязанной с основной серией (несмотря на его отсутствие в Tekken 3), а также в её продолжении Tekken Tag Tournament 2, в качестве одного из первых четырёх бойцов, показанных в дебютном трейлере игры. В этой части он, в процессе поединка, может принимать свою дьявольскую форму, которая на этот раз не является отдельным персонажем. Его человеческая и дьявольская формы появляются в Project X Zone 2. Он соперничает с Вергилием и, по непонятным причинам, заключает союз со своим сыном Дзином.
Кадзуя был одним из первых персонажей, продемонстрированных в файтинге кроссовере Street Fighter X Tekken, производимым Capcom. В дебютном трейлере он побеждает Дана Хибики, после чего противостоит ведущему персонажу Street Fighter Рю. На San Diego Comic-Con International 2010 был показан их геймплей. По сюжету, он стремится захватить ящик пандоры, чтобы с его помощью получить контроль над Дьяволом Дзином. Для этого он нанимает Нину Уильямс.

### Кино

#### Анимационное кино
В полнометражном аниме Tekken: The Motion Picture (1998), созданном по мотивам первых двух игр серии, Кадзуя является главным героем. Его сейю выступили Казухиро Ямадзи и Минами Такаяма, которая озвучила детскую версию Кадзуи, в то время как Адам Дадли озвучил взрослого Кадзую, а Джейкоб Франчек молодого в английском дубляже. Как и в игровом каноне, в юности он был сброшен Хэйхати с обрыва и выжил благодаря сделке с дьяволом. После этого он становится одержим местью Хэйхати и принимает участие в турнире «Короля Железного Кулака», чтобы противостоять отцу. По версии аниме Кадзуя несколько раз встречается с Дзюн Кадзамой, которая неоднократно умоляет его не убивать Хэйхати, в результате чего, после поражения Хэйхати от руки Кадзуи и эмоционального разговора с девушкой, влияние дьявола пропадает, и герой отрекается от своей мести. В эпилоге аниме выясняется, что Дзюн родила от него сына по имени Дзин, в то время как дальнейшая судьба Кадзуи остаётся неизвестна. Anime News Network раскритиковал английский дубляж Кадзуи, отметив, что персонаж «звучит очень низко», а THEM Anime Reviews назвал озвучку Дадли «забавной».
Кадзуя появляется в анимационном фильме Tekken: Blood Vengeance (2011), представляющем альтернативную сюжетную линию между Tekken 5 и Tekken 6. Масанори Синохара, который озвучивал Кадзую в играх начиная с Tekken 5, вновь выступил его сейю. Он поручает Анне Уильямс завербовать Лин Сяоюй в качестве шпиона, чтобы с её помощью собрать информацию о школьном приятеле Дзина Сине Камии. В финале сражается с Дзином и Хэйхати и, после того как последний теряет сознание, принимает форму Дьявола, спровоцировав своего сына также обратиться к дьявольскому гену. Тем не менее, Кадзуя терпит поражение, после чего заявляет Дзину, что их конфликт всё ещё не исчерпан.
Кадзуя неоднократно упоминается в аниме Tekken: Bloodline (2022), представляющем собой вольную адаптацию Tekken 3. За несколько лет до начала основных событий он победил своего отца Хэйхати в турнире «Король Железного Кулака» и получил контроль над Мисима Дзайбацу, однако, некоторое время спустя Хэйхати вернулся и взял реванш, после чего сбросил Кадзую в жерло вулкана. Сам Кадзуя появляется лишь в воспоминаниях участников турнира, когда его сын Дзин Кадзама расспрашивает их о том, кем был его отец.

#### Игровое кино
В фильме Tekken (2009), Кадзуя является основным антагонистом. Его роль исполнил американский актёр Иэн Энтони Дейл. В этой версии он носит усы и у него совершенно другая причёска. В фильме Кадзуя является правой рукой Хэйхати в Корпорации Tekken, и желает стать главой компании своего отца. Кроме того, в фильме Кадзуя полагается на оружие ближнего боя, такие как топоры и палки Эскрима. Кроме того, Дзин и Кадзуя не имеют гена Дьявола, так как он не используется в фильме. В середине фильма у него растет нетерпение в связи с состраданием Хэхати к Дзину и в конце концов Кадзуя свергает его и даёт распоряжение его казнить (хотя Хэйхати подстрекает солдата спасти его) После того, как Дзин выиграет турнир, Кадзуя вызывает его на бой один на один. Хотя сначала Кадзуя избивает его, Дзин берёт верх и критически ранит своего отца, но отказывается убить его ради из-за их кровного родства, давая ему жить в вечном позоре.
В картине «Теккен 2» (2014), являющейся приквелом к фильму года, молодого Кадзую сыграл Кейн Косуги. По сюжету, Хэйхати, вдохновившись методами спартанцев, которые отправляли своих детей в пустыню, чтобы оценить навыки их выживания, стирает Кадзуе память, в результате чего тот, действуя под псевдонимом «К», стремится восстановить утраченные воспоминания. Большинство рецензентов раскритиковало игру актёра, в частности Феликс Васкес из Cinema-crazed.com заявил, что «Косуги большую часть времени выглядит скучающим и ничего не может сделать со своим персонажем», а по мнению пользователя сайта Manly Movie под ником The_Night_Rider «Кадзуя не выглядит, не ведёт себя и не сражается, как Кадзуя, и не разделяет предысторию Кадзуи из лора Tekken».
Также Кадзуя появляется в короткометражном фильме Tekken Tag Tournament 2 где его роль играл Кефи Абрикх.

## Концепция и дизайн
Кадзуя — мускулистый японец среднего возраста. У него есть шрам на его груди, полученный после падения со скалы, в которую был сброшен своим отцом Хэйхати. Он часто носит белые штаны и обувь, предназначенную для каратэ, а также красные шипованные перчатки. Начиная с Tekken 2, он также носит тёмный фиолетовый костюм с красным шарфом. Также левый глаз Кадзуи, в Tekken 4, становится красным, это показывает, что дьявольский ген сохранился в теле Кадзуи после падения в вулкан.
В Tekken 2 Кадзуя получил собственную музыкальную тему, «Emotionless Passion» (с англ. — «Безэмоциональная страсть»), написанную композитором Ёси Аракавой. Она играет во время сражения с ним в качестве финального босса в аркадном режиме Tekken 2. Позже эта мелодия использовалась на одном из уровней режима «Tekken Force» в Tekken 4, а также в трейлере к гостевому появлению Кадзуи в Super Smash Bros. Ultimate.

## Связанная продукция

### Печатная продукция
В октябре 1997 года издательство Knightstone выпустило комикс Tekken Saga, написанный Джоном Кимом и проиллюстрированный Уолтером Э. Макдэниелом и представляющий собой вольную интерпретацию сюжета Tekken 2. По сюжету молодой Кадзуя отправляется вместе со своим отцом в Мексику с целью отыскать «камни Тосина», источник безграничной силы. Самоуверенный Кадзуя пропускает удар Хэйхати во время тренировки на вершины скалы, в результате чего падает с обрыва. Его находит женщина по имени Джулия Чан, проживающая в близлежащей деревне вместе со своей дочерью Мишель. Последняя использует один из камней Тосина, чтобы исцелить его, после чего, осознав могущество артефакта, Кадзуя нападает на Чанов и сбегает вместе с камнем. В дальнейшем он тренируется в лесу, где обитают члены клана Мадзи и сталкивается с их лидером Ёсимицу. В 1998 году Knighstone выпустило прямое продолжение Tekken Saga под названием Tekken 2: Mishima Family Values. На Кадзую нападает робот Джек, которого он быстро побеждает и выходит на его создателя — Доктора Босконовича, принуждая последнего к сотрудничеству. В полуфинале турнира «Король Железного Кулака» он побеждает Мишель Чан, однако не убивает её из-за присутствующей в толпе зрителей Дзюн Кадзамы, которая ментально сдерживает его жажду убийства. В конечном итоге Кадзуя удаётся добраться до Хэйхати и сразить его в бою, после чего он бросает тело отца в пропасть и воодушевляется от мысли о потенциальном мировом господстве.
Кадзуя является одним из героев манги Tekken от сценариста и художника Масаэ Хасимото, публиковавшейся издательством ASPECT Comics в 1998 году на территории Японии. Комикс базировался на аниме Tekken: The Motion Picture компании ASCII, премьера которого состоялась в том же году. В комиксе впервые было раскрыто, как познакомились Кадзуя и Дзюн, в то время как в игровой серии обстоятельства их первой встречи остаются неизвестны. По сюжету, Дзюн и её коллеги из WWWC спасают раненую косатку, после чего выпускают млекопитающее в естественную среду обитания. В этот момент из воды появляется обнажённый Кадзуя, который убивает животное и пытается напугать девушку, которая, вопреки его ожиданиям, бросает ему вызов. Их диалог прерывает полицейский Лэй Улун, намеревающийся арестовать Кадзую за убийство его отца. Тем не менее, Кадзуя отплывает на подводной лодке своего приёмного брата Ли Чаолана, который заявляет, что подготовка к турниру «Король Железного Кулака» идёт полным ходом. Некоторые бойцы принимают участие в турнире, чтобы добраться до Кадзуи: Дзюн и Лэй хотят арестовать его, Пол Феникс — сразиться, чтобы проверить свои силы, а Мишель Чан — отомстить за похищение её матери. С другой стороны, выживший Хэйхати раскаивается в том, что много лет назад сбросил своего сына со скалы, рассказав Дзюн о тяжёлом прошлом Кадзуи, из-за чего та начинает сочувствовать молодому человеку. Во время праздничной церемонии на корабле Мисима Кадзуя подвергается нападению со стороны сестёр Анны и Нины Уильямс и жестоко расправляется с последней. Тем не менее, Кадзуя едва не погибает во время кораблекрушения, организованного Ли, но его спасает Дзюн. Заинтересованные друг в друге молодые люди дают волю своим чувствам, однако затем Кадзуя оставляет Дзюн и отправляться мстить своему приёмному брату за предательство. После победы над Ли Кадзуя узнаёт, что его отец по-прежнему жив и вызывает его на бой. Когда Кадзуя готовится нанести смертельный удар, Дзюн останавливает его, воззвав к человечности и воспоминаниям о его матери. Душевные сомнения Кадзуи приводят к пробуждению Дьявола внутри него. Альтер эго Кадзуи с лёгкостью расправляется с Хэйхати и Дзюн, а также находившейся неподалёку Кумой, вставшей на защиту девушки. В то же время, сам Дьявол сталкивается с доброй половиной души Кадзуи в лице Ангела. В конечном итоге, личность Кадзуи берёт вверх и тот переносит раненую Дзюн на пляж, где состоялась их первая встреча, а затем улетает. Несколько лет спустя у Дзюн рождается сын по имени Дзин, их совместный с Кадзуей ребёнок.
Кадзуя фигурирует в комиксе Tekken Forever, сюжет которого не является каноничным. По неизвестной причине он, в окружении своих телохранителей Брюса и Ганрю, предстаёт в храме Огра, где возвышается над несколькими побеждёнными участниками турнира «Король Железного Кулака». В то же время вблизи от него Дзин держит на руках находящуюся без сознания Неизвестную, размышляя над некой открывшейся ему правдой. Разделавшись с телохранителями отца, Дзин вызывает Кадзую на бой.
В серии Tekken: Blood Feud от издательства Titan, также не относящейся к канону, Кадзуя пытается установить местонахождение Дзина, который исчез после сражения с Азазелем во время событий Tekken. Он поручает своей подчинённой Анне Уильямс захватить Лин Сяоюй, будучи убеждённым, что девушка знает, где находится Дзин. В то же время Кадзую преследуют видения с участием его дьявольской сущности. Благодаря жучку, который Анна поместила на свою сестру Нину, являющуюся правой рукой Дзина, Кадзуя, в сопровождении Анны и роботов серии «Джек» штурмует убежище своего сына, расположенное в горах Хида. К удивлению Кадзуи, Дзин отказывается давать отпор, опасаясь, что его дьявольская сторона подавит настоящую личность и уничтожит мир. В конечном итоге ему приходится отступить в сопровождении Нины, Сяоюй, Пола Феникса, Ёсимицу, Кинга и Панды, оставив Кадзую и его предшественников посреди развалин храма. В дальнейшем Кадзуя вновь выходит на след Дзина, который приводит его и его людей к объекту Мисима Дзайбацу, где Хэйхати попытался подчинить себе силу Ангела. Кадзуя осознаёт, что последующие его видения исходили непосредственно от неё и попадает в эпицентр сражения между бойцами «Короля Железного Кулака». В конечном итоге Дзин высвобождает свою дьявольскую силу и даёт отпор Ангелу, после чего исчезает во время столкновения их энергетических вещей. Потеряв интерес к происходящему, Кадзуя улетает на вертолёте в головной офис Корпорации G.
Кадзуя является одним из главных героев неканоничного романа Tekken: The Dark History of Mishima (2016) авторства Такаси Яно. В погоне за Дзином он посещает храм, принадлежавший Мисима Дзайбацу, где сталкивается со своим отцом. Хэйхати раскрывает ему истоки семьи Мисима, в частности о заключении сделки между их предком Хаимоном Мисимы и демоном и последовавших за этим усобиц внутри клана. Оба приходят к выводу, что родовой демон Мисима поселился внутри Дзина, который, в свою очередь, впал в кому после победы над Дзимпати во время пятого турнира «Король Железного Кулака». Хэйхати пытается убить Кадзую при помощи демонического меча, однако последний вызывает множество роботов серии «Джек», чтобы отвлечь его внимание и уничтожить меч. От смерти Хэйхати спасает прибывший Рэйвен, вместе с которым тот отступает на вертолёте. Намереваясь отобрать силу демона у Дзина Кадзуя атакует штаб-квартиру Мисима Дзайбацу. Там он вступает в конфронтацию со своим единокровным братом Ларсом, однако их бой прерывает Дзин, столкнув Кадзую в близлежащий водоём. Вскоре Кадзуя достигает Хон-Мару, перехватив силу демона после того, как Хэйхати удалось освободить Дзина из-под его влияния. С его помощью он принимает более мощную дьявольскую форму, однако, в конечном итоге тело Кадзуи оказывается не в состоянии совладать с силой Дьявола и демона Мисима. Уже в своём человеческом обличии он продолжает бой против Хэйхати и Дзина, но терпит поражение, когда последний отправляет его в нокаут.

### Мерчандайз
В 1996 году Namco стремилась привлечь внимание общественности к недавно вышедшей Tekken 2, что вылилось в создание большого количества тематического мерчендайза, включая коллекционные брелки, карточки, фигурки и другие различные товары с Кадзуей, являющимся главным героем игры. Компания Banpresto выпустила несколько версий мягкой куклы Кадзуи, на основе его появления во второй части игровой франшизы. В 2000 году японская компания по производству игрушек Epoch разработала шарнирную фигурку Кадзуи в его классическом тренировочном костюме на основе его появления в игры Tekken Tag Tournament. Фигурка продавалась в комплекте с парой дополнительных кулаков и одной разжатой ладонью, а также подставкой. Также Epoch создала куклу Кадзуи в чёрном плаще, деловом костюме и белом галстуке, которая являлась частью линейки The Ultimate 12 Inch Figure. В 2017 году Funko выпустила виниловую фигурку Кадзуи в рамках линейки Funko POP!, отличающейся непропорциональной головой и большими глазами. На волне успеха Tekken Tag Tournament 2 в 2013 году Square Enix выпустила фигурку Кадзуи в рамках линейки Play Arts Kai. В качестве аксессуара в комплекте шла дополнительная пара рук. В 2015 году компания Kaiyodo выпустила фигурку Кадзуи в его основном костюме из Tekken 7, ставшей частью линейки Martial Arts Collection. В январе 2019 года состоялся выпуск фигурки Казуи от компании Storm Collectibles, на основе появления персонажа в Tekken 7, в комплекте с тремя сменными головами, четырьмя парами рук и молниями, позволяющими воссоздать фирменный приём героя Wind God Fist. Ко всему прочему, в 2018 году Storm Collectibles выпустила специальное издание фигурки Кадзуи с бордовыми штанами из игры Tekken 5: Dark Resurrection, а в 2020 году компания разработала третью версию — с дьявольским глазом и лучом, которым персонаж стреляет при выполнении приёма Devil Blaster. В рамках продвижения Tekken 7 Bandai Namco выпустила плюшевую куклу Кадзую высотой 24 см на основе его классического образа. Коллекционное издание Tekken 7 включало статуэтку, изображающую сражение между Кадзуей и его отцом Хэйхати, где сам Кадзуя представлял собой неподвижную фигурку, выполняющую удар в прыжке.
Поскольку Кадзуя фигурировал вне игровой серии Tekken, компании по производству игрушек создавали фигурки на основе его появлений в других франшизах. В апреле 2011 года Capcom розыграла большеголовые мягкие куклы Кадзуи и Рю от компании Multiverse Studio, не предназначенные для розничной торговли. В 2012 году Hasbro разработала линейку Street Fighter X Tekken - Minimates, представляющую собой коллаборацию файтингов Tekken и Street Fighter, и выпустила в рамках коллекции набор из двух минифигурок — Кадзуи и Абеля. В 2023 году состоится выход amiibo Кадзуи для игры Super Smash Bros. Ultimate (2018).
В разное время производители игрушек создавали товары по лицензии Tekken, включая вещи с Кадзуей. Одновременно с релизом Tekken 6 в 2009 году и Tekken 7 в 2017 году, в продажу поступили эксклюзивные контроллеры для Xbox 360, PlayStation 3 и PlayStation 4 от компании Hori, с изображением членов семьи Мисима. В 2021 году компания TUBBZ выпустила резинового утёнка в образе Кадзуи.

## Восприятие и наследие

### Рейтинги
I’m A Gamer Too причислили Кадзую на седьмое место в списке «Топ 10 персонажей файтингов всех времен».
Gaming Target причислил Кадзую в тройку самых лучших персонажей Tekken, сославшись на его историю и роль в развитии серии, где он постоянно выживает в ситуациях, когда близок к смерти. Вместе с отцом Хэйхати, персонаж был назван журналом GameAxis Unwired как один из самых влиятельных персонажей франшизы.
Они оба также были указаны Kotaku в качестве одних из худших родителей в играх, приведя в пример отношения между Кадзуей и Дзином, и Хэйхати с Кадзуей.
UGO.com добавили Дьявола Кадзую на 15-е место «Классных скрытых персонажей», ссылаясь на трудность требований, необходимых, чтобы разблокировать его в первой игре серии. С другой стороны, Дьявол Кадзуя был отмечен, как стереотип протагонистов игровых персонажей, которые имеют злое альтер эго, которое разрушает привлекательные черты персонажа. Complex причислил Дьявола Кадзую из Tekken 2 на девятое место в списке «Крутейших битв с боссами в видеоиграх», и они также причислили Кадзую на шестое место в списке «Самых доминантных персонажей в файтингах», комментируя «Эта измученная душа стала более воинственной за прошедшее время».
Согласно GamesRadar, сражение между Дьяволом Кадзуей и Акумой является одним из тех, которые игроки хотят видеть в Street Fighter X Tekken из-за сходства между двумя злодеями, а также сходство в разработке их дизайна. FHM причислил бой между Кадзуей и Рю как один из «10 Классных боёв в Street Fighter X Tekken», добавив: «Они самые узнаваемые (и самые популярные) лица своих франшиз, так что это, несомненно, будет величественная битва».

### Рецепция
Критик из IGN назвал Кадзую человеком, который больше всего похож на протагониста, приводя в пример его злые черты и намерения принимать участие в турнирах. Рецензент Мигель Консепсьон заявил, что его история с Хэйхати в серии, были причиной не писать сюжетные линии в файтингах из-за того, что это смешно. Приём «Lightning Screw Uppercut» был упомянут GamesRadar как самый приятный апперкот в истории видеоигр.